# Etienne Elias
Etienne Elias, pseudoniem van Etienne Michiels (Oostende, 23 april 1936 – aldaar, 23 mei 2007) was een Vlaams kunstschilder die gerekend werd tot de nieuwe figuratie, de Europese variant van de popart.

## Leven en werk

### Opleiding en vorming
Hij was een zoon van een brandweerman. Toeval wekte zijn belangstelling voor de schilderkunst. Als kleine jongen had hij de werken gezien van James Ensor in het huis van burgemeester Henri Serruys, en werken van Léon Spilliaert in het huis van de volgende burgemeester Adolf van Glabbeke. Het verlangen om zelf kunstenaar te worden was gewekt.
Hij kreeg gedurende vijf jaar zijn academische opleiding aan de Koninklijke Academie voor Schone Kunsten van Gent. Hij kreeg hier een traditioneel onderricht in tekenvaardigheid en in de technische kennis van de schilderkunst. Hij is trouwens een begaafde tekenaar gebleken, getuige verschillende tekeningen in potlood, zoals  Zelfportret met lederen handschoenen (1963), Portret van Olga Hautekeete (1971) en Zelfportret (1969). Bij het verlaten van de academie in 1959 werd deze veelbelovende artiest reeds onderscheiden met de Deleu-prijs, een van de vele prijzen die hem nog zouden toegekend worden.
Op zijn twintigste trad hij toe als broeder Elia (vandaar zijn pseudoniem Elias) in het Augustijnenklooster in Gent. In deze korte periode van vier jaar legde hij zich eerst toe op het non-figuratief schilderen en daarna op het uitbeelden van apostelen in de stijl der Vlaamse expressionisten van de Latemse School (zoals Frits Van den Berghe).
Maar zijn kunstenaarsroeping was blijkbaar sterker dan zijn roeping tot het kloosterleven. Hij trad uit het klooster, keerde terug naar Oostende en legde zich volledig toe op het schilderen, steeds zoekend naar nieuwe paden en stijlen.
Zijn stijl was zeer divers en kende, in de loop van zijn leven, verschillende wendingen, met andere vormen en accenten. Maar steeds werd zijn kunst gedreven door zijn kleurrijke fantasie, waarbij hij inspiratie vond in zijn onmiddellijke omgeving, zijn vrienden en zijn woonplaats Oostende. Hij beeldde dit alles picturaal uit in zijn kleurrijke figuratieve beeldtaal, zoals hij dit alles observeerde met zijn wisselend kunstenaarsgevoel.

### Oostende
In 1962 kreeg hij reeds een eervolle vermelding bij de uitreiking van de Europaprijs voor Schilderkunst van de Stad Oostende. In 1963 exposeerde hij in de galerie Chèvre Folle. Deze bijna bouwvallige kunstenaarskroeg, gelegen nabij de Sint-Petrus-en-Pauluskerk, was in die periode de ontmoetingsplaats van verschillende plaatselijke progressieve kunstenaars, zoals Willy Bosschem, Roland Devolder, Jan de Lee, Yves Rhayé, Jef van Tuerenhout en nog veel anderen. Ook deze kunstenaars zouden later grote bekendheid verwerven.
In 1964 stelde hij opnieuw tentoon, ditmaal in het Casino-Kursaal Oostende, met een assemblage van poppen, stoelen en andere meubelfragmenten (nu te zien in het PMMK te Oostende). Ook het doek De appel (1963-1964) kan men beschouwen als een geschilderde assemblage. Maar 1963-1964 was de periode dat hij de weg vond naar het figuratieve, onder andere onder invloed van de werken van Roger Raveel, zoals in het doek Een man voor de zee uit 1963.

### Nieuwe figuratie
De ene tentoonstelling volgde op de andere, met vanaf 1967 een doorbraak naar Nederland (Amsterdam, Eindhoven, Groningen en in 1970 het Frans Hals Museum in Haarlem).
Hij verwierf in die periode vooral faam als kunstenaar van de nieuwe figuratie.
Hij maakte in 1965, samen met Raoul De Keyser en Reinier Lucassen, deel uit van de Roger Raveel-ploeg bij de opmerkelijke kelderdecoratie in het kasteel van Beervelde, in opdracht van de graaf de Kerckhove de Denterghem. Zijn aandeel beperkte zich voornamelijk tot het uitbeelden van het moderne comfort en de menselijke aanwezigheid in de badkamer, een zelfportret en enkele figuren uit de gezamenlijke interpretatie van de Aanbidding van het Lam Gods (Jan Van Eyck). Dit project bracht ook een vriendschap teweeg tussen Elias en Lucassen. Het werk in Beervelde wordt dikwijls vernoemd als de kunstrichting “de Nieuwe Visie”. De kunstenaars waren echter niet zo gelukkig met deze benaming en gingen spoedig weer elk hun eigen weg.
Hij werd in 1966 laureaat van de Prix Jeune Peinture Belge (Namen, Maison de la Culture). In Brussel kreeg hij de Prijs Jonge Belgische Schilderkunst (Brussel, Paleis voor Schone Kunsten).
In de periode tot 1970 begon hij weer zijn eigen weg te gaan. De invloed van Raveel vervaagde. Hij schilderde voornamelijk zichten binnenshuis, zoals 2 personages de zaterdag (1965), Binnen (1966), Kom maar binnen (1965) en Kamer met bed voor twee personen (1968). In al deze werken kan men steeds abstracte geometrische vormen zien en voelt men de sfeer van een zeker isolement.
Vanaf 1966 begon hij ook meer aandacht te schenken aan de mens in zijn werk. Dit resulteerde in werken zoals De notarisfamilie (1967), Zoals hem willen zijn (1967), Zeg het met bloemen (1967) en Portret van Elias' vriend (1967). In deze doeken gebruikte hij steeds een fel coloriet. Hier ook begon zijn gewoonte mannen dikwijls af te beelden met decoraties op hun borst.
In deze periode kwam ook zijn grote internationale doorbraak. Het jaar 1967 bracht zijn eerste tentoonstelling in Italië met de Premio Lissone Internazionale di Pittura. In 1969 stelde hij voor het eerst tentoon in de Art Gallery and Museum van Bradford, Engeland.
In 1968 schilderde hij Rubens en Isabella Brandt in een gezellig hoekje, een kleurrijke interpretatie van het werk van Rubens. Hij brengt ook hommages met eigen interpretatie aan René Magritte Hommage aan R. Magritte (1968) en aan Rembrandt met I love Het Joodse Bruidje (1970).
Zijn voorliefde voor Oostende liet hij duidelijk blijken in het doek Een reisje met de Oostendse Mailboot (1968), een werk barstend van coloriet, met een rode zee, een groene golfbreker in de een driehoekige vorm vol bladeren en een regenboogkleurig wolkje. Kamer met zee op zicht (1968) en Kamer met zicht op zee (1969) doen ergens denken aan A room with a view van Edward Hopper, maar dan uitkijkend vanuit zijn kamer op een tropisch strand met palmbomen ergens in het zuiden. Ook in het doek Groeten van Elias uit 1968 vertoefde hij met zijn fantasie in het zuiden tussen de palmbomen. In al deze werken gebruikt hij in hoofdzaak primaire kleuren, met nadruk op rood, groen, blauw en geel.
Bij het Dulcia-project te Zottegem in 1969 werkte hij nogmaals samen met Raveel, Raoul De Keyser, Reinier Lucassen, Antoon De Clerck en Roland Jooris.

### Popart
Eind jaren zestig verliet Elias de nieuwe figuratie en wierp hij zich op de wildere expressie, in een stijl die aanleunt bij de popart. Het waren dan ook wilde jaren: provo's in Amsterdam, mods in Engeland en daarna de hippietijd. In 1968 trouwde Elias met Eliane Kalter, die regelmatig zal figureren als inspiratiebron. In deze jaren situeren we Eliane loves Elias (1968), Mods (zelfportret 1968), De hippies (1970-1973) en Portret van een hippie (zelfportret 1970). Hij portretteerde zichzelf als een afspiegeling van John Lennon in zijn hippiejaren. Ook de eerste maanlanding in 1969 sprak tot zijn verbeelding, resulterend in Kuifje verlaat de maan (1969), Love, Woman in space (1969) met Eliane, Eerste portret op de maan (1969) met Eliane en Ruimte (1970).
Hij bleef hierbij echter wel steeds figuratief werken. Een nieuw element is de steeds terugkerende muur, in detail geschilderd met elke steen en de fijne voegen; bakstenen in rood, roze of geel, zoals in Sky uit 1972. Het gras wordt sprietje per sprietje geschilderd, zoals in I love you (1972), To-day (1973), Groen (1972), Voor de match (1970). Hij schilderde zelfs een bestelwagen die volledig bestaat uit grassprieten.
Deze nauwgezette, bijna maniëristische wijze van schilderen bewijst de voorliefde van Elias voor zijn grote voorbeeld Jan Van Eyck (denk aan zijn inbreng in De aanbidding van het Lam Gods in Beervelde).
Het is een periode waarin Elias zijn huiselijk geluk uitbeeldde door het weergeven van volmaakte werelden. Hijzelf noemt het “Happy Art”, zoals Happy (1970) en ’t Kan zo mooi zijn (1971). Op het doek Eliane (1971) ligt er zelfs een boek op de tafel met de titel Happy.
Maar na zeven jaar loopt dit huwelijk al spaak. Uit die periode dateert het werk Links, waarin een man gevangenzit achter tralies, terwijl buiten nog glimp is op te vangen van de hippe 'rozengeur en maneschijn' van vroeger. Het geheel wordt verstoord door een afgevuurde kogel. Onderaan links is er een hart afgebeeld met ogen die sip kijken. Een somber schilderij, een breuk met de “Happy Art”.
Rond 1977 begon hij dan een relatie met Titane Vandermeulen, een kunstzinnige vrouw die regelmatig voor hem zou poseren, onder meer in de badkamer: Titane, Lies en ik (1979), De bekoring van Titane (1980), Dag en nacht (1980), Portret van Titane (1980) en Titane’s expressie (1980).
Hier ziet men de stijl van Elias weer veranderen naar een soort neo-expressionisme, een breuk met de stijl van zijn voorgaande werken. Het maniërisme is volledig verdwenen, zijn kijk op zijn omgeving is veranderd. Een overgangswerk is De afbraak van Oostende (1981), waarin een figuratieve naakte man is afgebeeld op een strand met een palmboom en een zeilbootje (attributen die ook vroeger voorkwamen). Maar de penseelstreek wordt ruwer en driftiger. Zijn kleurenpalet wordt feller. Dit resulteerde in een werk zoals Een boom van een man uit 1982, waarbij een grauwe man een kanjer van een boom vasthoudt, met in de achtergrond een felrode woonkazerne met holle, lege ramen (zoals die ook geschilderd werden door zijn stadsgenoot Gustaaf Sorel). Lege gezichten worden abstracte kleurrijke vlakken: Man in villawijk (1981), De koningin (1981), Idylle (1983), Woodstock (1983). Sommige werken doen zelfs denken aan Picasso, bijvoorbeeld Rio uit 1983.

### Amsterdam
In 1985 week hij uit naar Amsterdam, blijkbaar na een incident in zijn persoonlijk leven. Hijzelf schreef dit vertrek toe aan de lokroep naar een rijker cultureel bestaan en zijn vele Amsterdamse vrienden, zoals Lucassen. Hij betrok er een atelier en werkte onverdroten door. Een reeks nieuwe werken zag het licht. Hij behandelde een breder gamma aan onderwerpen, zoals Koningin Elisabeth van België (1987) en Amsterdamse vrouw (1988). Ditmaal primeerde het onderwerp: geen landschappen of andere attributen meer.
Ondertussen werd Elias wijd en zijd bekend, in België en de omringende landen, maar ook in Canada (tentoonstelling in 1981). De ene tentoonstelling volgde na de andere, hetzij in groep, hetzij alleen. In 1987 exposeerde hij in de Galerie Collection d’Art in Amsterdam. Eveneens in 1987 kreeg hij een prominente plaats in de grote tentoonstelling Na Beervelde in het PMMK te Oostende.

### Late periode
In 1989 keerde Elias terug naar Oostende. Titane figureerde weer in zijn werken: Aan Titane uit 1989 (met Titane in een bakstenen bad), Titane aan zee uit 1990 (met een naakte buste van Titane voor een venster met uitzicht op een zeilschip, dobberend op de felgekleurde zee) en Scheepje uit 1992. Elias gebruikte nu opnieuw zijn vroegere attributen, maar dan verwerkt in een nieuwere stijl, ruw maar toch enigszins figuratief. In hetzelfde jaar waren werken van hem aanwezig op de kunstbeurs Lineart in Gent.
Hij veranderde vervolgens opnieuw van stijl. Hij schilderde op ruwe wijze mensen met een felgekleurd cilindervormig hoofd: De kroeg (1992), Wilg (1997) en Staketsel (1998). Titane (?) is opnieuw voorgesteld in de badkamer, maar ze is niet meer herkenbaar: Bad (1998), Lavabo (1998) en Badkamer (2000).
Hij ging nu nog wilder tekeer met felle kleuren: Keizersgracht (1998), Strand (1998, opnieuw met de mailboot), Reuzehaaien in Oostende (2000), Fort Napoleon (2002) en Nordsea (2002).
Zijn zeestukken uit deze en volgende jaren doen door hun coloriet denken aan fauvistische schilderijen zoals Mer d'automne VII (1910) van Emil Nolde of Ange du Jugement dernier (1911) van Wassily Kandinsky. De compositie in zijn Groene marine (2003) doet enigszins denken aan het meisjeshoofd in Meisjes met witte kousen (1912) van Léon Spilliaert en De Schreeuw van Edvard Munch. Het meisje staat kalm vooraan in beeld en kijkt uit op een ziedende zee. Alles kronkelt en wervelt. Rechte lijnen zijn er niet te bespeuren. Dit geldt ook voor Zicht op zee (2004) en zijn marines uit 2004 en 2005.

### Retrospectief
In 2005 kreeg hij zijn grote tentoonstelling: Retrospectieve Etienne Elias in het PMMK te Oostende. Dit zou zijn laatste grote tentoonstelling worden. Hiermee werd hij erkend als een van de groten in de hedendaagse Belgische schilderkunst.
Etienne Elias overleed op 71-jarige leeftijd aan een slepende ziekte.

## Werk in openbare collecties (selectie)
- Museum voor moderne kunst-aan-zee, Oostende
- Rijksmuseum Amsterdam[1]

## Onderscheidingen
- 1959 - Deleu-prijs voor Grafiek (Gent)
- 1965 - Prijs Jonge Belgische Schilderkunst (Brussel)